# Take Me to Your Future
Take Me to Your Future es un álbum multimedia de Hawkwind editado en formato DualDisc, en 2006.
El lado de audio incluye 5 temas de estudio (3 nuevos y 2 reversiones), mientras que el lado de vídeo consiste en tomas en vivo e imágenes de archivo.

## Lista de canciones
Lado de audio
1. "Uncle Sam's on Mars" (Calvert/Brock/House/King) - 8:18 - nueva versión
2. "Small Boy" (Calvert/Brock) - 3:16
3. "The Reality of Poverty" (Morley/Brock) - 9:08
4. "Ode to a Timeflower" (Calvert/Brock) - 4:05
5. "Silver Machine" (Calvert/Brock) - 6:58 - remix

Lado de vídeo
1. "Images" del DVD "Space Bandits"
2. "Utopia" del DVD "Australia 2000"
3. "Assassins of Allah" del DVD "Winter Solstice 2005"
4. "The Golden Void" del DVD "Treworgey Tree Fayre 1989"
5. "Steppenwolf" ensayo 1996
6. "Don't be Donkish" festival Hawkfest 2002 & 2003
7. "Paradox" imágenes de la fiesta presentación de "Take Me to Your Leader"

## Personal
- Robert Calvert: voz
- Dave Brock: guitarra, voz, teclados
- Alan Davey: bajo, voz
- Richard Chadwick: batería
- Simon House: violín en 3
- Arthur Brown: voz en 3
- Lemmy: voz en 5